# Hiromasa Kanazawa
Hiromasa Kanazawa (金澤 大将 Kanazawa Hiromasa?), född 1 december 1983 i Shizuoka prefektur, är en japansk före detta fotbollsspelare.
Kanazawa började sin karriär 2006 i Yokohama FC. 2007 flyttade han till Mito HollyHock. Han spelade 99 ligamatcher för klubben. Efter Mito HollyHock spelade han för SC Sagamihara. Han avslutade karriären 2011.